# Alliloamina
Alliloamina – organiczny związek chemiczny z grupy amin. Jest to bezbarwna lotna ciecz.